# Barasa
Barasa is een geslacht van vlinders van de familie visstaartjes (Nolidae), uit de onderfamilie Chloephorinae.

## Soorten
- B. acronyctoides Walker, 1862
- B. alopha Hampson, 1896
- B. basigerella Walker, 1866
- B. costalis Hampson, 1895
- B. cymatistis Meyrick, 1889
- B. griseola Bethune-Baker, 1906
- B. meizotoxa Joannis, 1928
- B. melanograpta Turner, 1920
- B. nigrosigillata Roepke, 1938
- B. orthosticha Turner, 1920
- B. triangularis Robinson, 1975
- B. vanbraeckeli Roepke, 1938